# Lee Isaac Chung
Lee Isaac Chung, kor. 정이삭 (ur. 19 października 1978 w Denver) – amerykański reżyser, scenarzysta i operator filmowy pochodzenia koreańskiego. 

## Życiorys
Urodził się w rodzinie południowokoreańskich imigrantów. Początkowo mieszkali w Atlancie, po czym przenieśli się na małą farmę w Lincoln w stanie Arkansas, gdzie Lee ukończył szkołę średnią. Chociaż uzyskał licencjat z biologii na Uniwersytecie Yale, po zachłyśnięciu się pokazywanym na uczelni kinem artystycznym postanowił porzucić plany studiowania medycyny i zająć się reżyserią. Studia filmowe ukończył na Uniwersytecie Utah.
Po nakręceniu licznych filmów krótkometrażowych Chung zadebiutował pełnometrażowym dramatem Munyurangabo (2007), poświęconym przyjaźni dwóch chłopców w wychodzącej z traumy ludobójstwa Rwandy. Obraz miał swoją premierę w sekcji "Un Certain Regard" na 60. MFF w Cannes, gdzie spotkał się z życzliwym przyjęciem.
Największy sukces odniósł Chung dzięki filmowi powracającemu do opisu jego niełatwego imigranckiego dzieciństwa. Minari (2020) stał się sensacją na Sundance Film Festival, gdzie zdobył Grand Prix Jury oraz nagrodę publiczności. Film uzyskał też sześć nominacji do Oscara (w tym za najlepszy film, reżyserię i scenariusz) oraz statuetkę za drugoplanową rolę Youn Yuh-jung.